# Academie van Sedan
De Academie van Sedan (Frans: Académie de Sedan) was een protestantse hogeschool in de stad Sedan in het gelijknamige vorstendom, die bestond van 1602 tot 1681. Voorheen werden in Sedan al losse cursussen gegeven in 1573-1579 en vanaf 1594. De academie was een plaats waar in het bijzonder predikanten op universitair niveau werden opgeleid, tot ze op bevel van koning Lodewijk XIV werd gesloten.

## Geschiedenis
De instelling was een vorstelijk initiatief. Hendrik Robrecht van der Marck en Françoise van Bourbon-Vendôme bekeerden zich eind 1562 tot het calvinisme en zorgden reeds het volgende jaar voor gereformeerd lager onderwijs in Sedan. Op termijn wilden ze een instelling naar het model van de Academie van Genève, die in 1559 was gesticht door Jean Calvin. Vanaf 1573 werden in de stad cursussen hoger onderwijs verstrekt (theologie, Hebreeuws, retorica), maar zonder onderling verband, en een einde nemend in 1579. Eind 1577, uiterlijk begin 1578 was er sprake van een humanioracollege in het voormalige Hôpital des Douze-Apôtres onder principaal Toussaint Berchet. De regenten en moderatoren gaven les in het Latijn.
Françoise van Bourbon wilde het college aanvullen met een hogere filosofieschool. Deze wens werd vanaf 1590 gerealiseerd door haar dochter Charlotte van der Marck, die eerst een "peripatetische leerstoel" instelde. Zoals eerder in 1573-1579 werden er vanaf 1594 weer cursussen filosofie en Hebreeuws onderwezen. Vanaf 1599 begon een academische structuur vorm te krijgen. De echte start van de academie wordt gesitueerd in 1602. De lessen werden gegeven in het college, op het stadhuis, in de kaatsbaan en bij de professoren thuis. Aan het begin van de jaren 1610 kreeg de academie een bibliotheek met duizenden boeken, ondergebracht in het stadhuis.
De instelling lag tot 1642 niet op Frans grondgebied, maar was toch geïntegreerd in het Franse netwerk van gereformeerde academieën en werd mee gefinancierd en aangestuurd door de consistorie en de nationale synodes. Waar de eveneens prestigieuze academie van Saumur, geopend in 1599 onder impuls van Philippe du Plessis-Mornay, de reputatie had liberaler te zijn, was deze van Sedan een bastion van orthodoxie. Nieuwigheden werden geweerd en de polemiek met katholieken en lutheranen werd opgezocht. Het professorenkorps was grotendeels Frans, maar voor het overige internationaal, met een belangrijk aandeel Schotten. Ook de aantrekkingskracht op studenten was grensoverschrijdend.
Tegen 1640 was de bloeitijd van de academie achter de rug. Ze kende nog een voorzichtig herstel, maar in de jaren 1660 werd het verval duidelijk. In 1681 moest de academie de deuren sluiten op bevel van koning Lodewijk XIV. Het besluit van de koninklijke raad werd genomen op 9 juli 1681 en had als motivering dat de academie predikanten leverde aan naburige provincies en dat het aantal protestanten in Sedan zeer beperkt was. De sluiting was een opmaat naar het Edict van Fontainebleau vier jaar later, dat het Franse protestantisme verder onderdrukte.

## Rectoren
De academie had vanaf 1620 een rector, aanvankelijk verkozen voor zes maanden en vanaf 1651 voor twee jaar.

## Hoogleraren

### Vóór de organisatie van de Academie
- Mathieu Béroalde (chronologie): september 1573-oktober 1574
- Louis Cappel de Montgemberg (theologie): 1576
- Immanuel Tremellius (Hebreeuws): 1576-1579
- Austrius Calabrinus (filosofie): 1579
- Jacques Cappel du Tilloy (Hebreeuws): 1594
- Mozes Quadratus (natuurkunde): 1594
- Robert de Visme (filosofie): 1594
- Julius Pacius (rechten): 1595

### Rechten (een leerstoel)
- Augustin Caillet: 1608-1624
- Carolus Bordelius: 1624-1630
- Jean Daubert: 1630-1644
- Claude Pithoys: 1663
- J.J. Burkhart: 1673-1675
- Pierre Billot: 1675

### Grieks (een of twee leerstoelen)
- Toussaint Berchet: 1602-1624
- Didier Héraut: 1602
- Gautier Donaldson: 1603-1609
- Samuel Néran: 1608-1611
- Jacob Roussel: 1614
- Jean Brazi: 1629-1651
- Josué Le Vasseur: 1646-1671
- Jacques Du Rondel: 1654

### Hebreeuws (een leerstoel)
- Jacques Cappel: 1602-1624
- Johannes Huttenius: 1613
- Alexandre Colvill: 1619-1643
- Abraham Rambour: 1620-1651
- Josué Le Vasseur: 1646-1661
- Abraham Colvill: 1661-1667
- Pierre Jurieu: 1674-1681

### Theologie (drie leerstoelen)
- Daniel Tilenus: 1602-1619, afgezet wegens arminianisme en kritiek op de Dordtse Leerregels[3]
- Jacques Cappel: 1602-1624
- Aaron Blondel: 1603-1605
- Andrew Melville: 1611-1619
- Abraham Rambour: 1620-1651
- Pierre Du Moulin: 1621-1658
- Samuel Desmarets: 1625-1636
- Alexandre Colvill: 1619-1643
- Louis Cappel: 1633-1658
- Louis Le Blanc de Beaulieu: 1645-1675
- Abraham Colvill: 1658-1667
- Josué Le Vasseur: 1658-1672
- Jacques Alpée de Saint-Maurice: 1660-1681
- Paul Joly: 1673-1676
- Henri Sacrelaire: 1676-1681
- Pierre Jurieu: 1673-1681
- Pierre Trouillart: 1676-1680
- Jacques Abbadie: 1680-1681

### Filosofie (twee leerstoelen)
- John Cameron: 1602-1604
- Arthur Johnson: 1606-1623
- Claude Pithoys: 1633-1675
- Joseph Pithoys: 1655
- Adam Stevart: 1622-1628
- P. Bisterfeld: 1624-1626
- Alexandre Colvill: 1627-1646
- Étienne Brazi: 1661-1681
- Pierre Jurieu: 1674-1681
- Pierre Bayle: 1675-1681

### Retorica (een preekstoel)
- Jean Brazi: 1664
- Jacques Du Rondel: 1664-1681

### Wiskunde (een leerstoel)
- Jean de Vesle: 1605
- Richard Doussert: 1613
- Abraham Colvill: 1661-1667

### Natuurkunde (een leerstoel)
- Gautier Donaldson: 1608
- Abraham Du Han: 1640-1653
- Alexandre Colvill: 1619-1643

## Bekende leerlingen
- Nicolas Antoine
- Jacques Basnage
- Samuel Bochart
- Méric Casaubon
- Abraham de Moivre
- Pierre du Moulin
- Charles Drelincourt
- Nicaise Le Febvre
- Jacques Le Paulmier de Grentemesnil
- Jacques Moisant de Brieux
- Charles de Sainte-Maure
- Lodewijk Filips van Palts-Simmern
- Frederik V van de Palts
- Johan Lodewijk van Nassau-Hadamar
- Joachim Sigismund van Brandenburg
- Jean de Schulemberg
- Constant d'Aubigné

## Académie des Exercices
In 1607 stichtte Hendrik de La Tour d'Auvergne een militaire academie waar paardrijkunst en wapengebruik werd onderwezen, maar ook wiskunde en filosofie. Er werden tachtig leerlingen opgeleid door 'directeuren':
- De Saint-Martin: 1613
- Du Gast: 1680
- Baron: 1681
- Legrand: 1681-1685
- Jean Errard
- Henri de Briquemault

## Voetnoten
1. 1 2  Yves Krumenacker, "Les Académies protestantes en France au XVIIe siècle" in: Dix-septième siècle,2021, nr. 4, p. 243-256. DOI:10.3917/dss.214.0243
2. ↑  Jean-Paul Pittion, "Les Académies réformées de l'édit de Nantes à la Révocation" in: Roger Zuber en Laurent Theis (eds.), La Révocation de l'édit de Nantes et le protestantisme français en 1685, 1985, p. 187-205
3. ↑  Johannes van den Berg, "The Synod of Dort in the Balance" in: Religious Currents and Cross-Currents. Essays on Early Modern Protestantism and the Protestant Enlightenment, 1999, p. 9
4. ↑  Romain Marchand, "Henri de La Tour, prince souverain de Sedan et duc de Bouillon, et la transmission des savoirs (1555-1623)" in: Armelle Le Goff en Christiane Demeulenaere-Douyère, Enseignants et enseignements au cœur de la transmission des savoirs, 2021, § 8. DOI:10.4000/books.cths.14472

- Système universitaire de documentation: 094251134
- Virtual International Authority File: 198809636